# Lasioglossum viridatulum
Lasioglossum viridatulum är en biart som först beskrevs av Cockerell 1919.  Lasioglossum viridatulum ingår i släktet smalbin, och familjen vägbin. Inga underarter finns listade i Catalogue of Life.